# راكب الدلو
راكب الدلو (بالألمانية: Der Kübelreiter) قصة قصيرة ألمانية من تأليف الكاتب التشيكي فرانز كافكا، كتبها في عام 1921 وظهرت للمرة الأولى في ذلك العام في صحيفة «براجر برس» (براغ برس). ونُشرت كذلك في 1931 بعد وفاة كافكا في المجموعة القصصية «سور الصين العظيم» (Beim Bau der Chinesischen Mauer)، ترجمت القصة للإنجليزية للمرة الأولى في 1933 ونشرت الترجمة في لندن.

## القصة
القصة تحكي عن رجل فقير يبحث عن فحم يملئ به دلوه، فيتوجه صوب تاجر فحم ويأمل بأن يكون سخياً كفاية ليقرضه بعضاً من بضاعته، فيتوسل له ويعده بأنه سيعيد إليه المال لاحقاً. ولكن سرعان ما يظهر على التاجر وبخاصة زوجته عدم اهتمامهما بطلبات الرجل الفقير، فيستنكر الراوي الرجل ما فعلاه ويغادرهما غاضباً.

## وصلات خارجية
| - راكب الدلو، على كتب جوجل. - راكب الدلو، على مشروع جوتنبرج. | - راكب الدلو، على ويكي مصدر الألمانية. - راكب الدلو، على AbeBooks. |  |